# ロックレコード
ロックレコード(英語: Rock Records、繁体字中国語: 滾石國際音樂股份有限公司、略称:滾石唱片)は、段鍾沂、段鍾潭兄弟が1980年に設立した台湾のレコード会社である。
1990年に香港にもレコード会社を作ったが、90年代末に閉鎖している。
また香港のSilly Thing Recordsと提携をするが、この後すぐSilly Thing Recordsは香港と台湾のレコード業務を、それぞれ香港の東亜レコードと台湾の豊華レコードに、また台湾、香港以外の地区はエイベックスに委託することになる。
最近では、柱となる主要アーティストの流出が続き、影響力を失いつつある。
日本では1996年に日本法人としてロックレコード株式会社（英語表記：ROCK RECORDS (JAPAN) CO.,LTD.）およびロック音楽出版株式会社（英語表記：ROCK MUSIC PUBLISHING (JAPAN) CO.,LTD.）が設立されている。当初は中華圏のアーティストだけでなく英4ADのライセンス盤も取り扱っていた。

## 現在及び過去の所属アーティスト

### 台湾
- 品冠（ビクター・ウォン）
- 光良（マイケル・ウォン）
- 翁倩玉（ジュディ・オング）
- 小蟲
- 許紹洋（アンブロウズ・シュー）
- 辛曉琪（ウィニー・シン）
- 徐懐鈺（ユキ・スー）
- 蘇慧倫（ターシー・スー）
- 齊豫（チー・ユー）
- 陳淑樺（サラ・チェン）
- 陳綺貞（チア・チェン）
- 陳昇（ボビー・チェン）
- 趙傳（チャオ・チュアン）
- 張艾嘉（シルヴィア・チャン）
- 張洪量
- 張信哲（ジェフ・チャン）
- 張震嶽（チャン・チェンユエ）
- 卓文萱（ジニー・チュオ）
- 周華健（ワーキン・チョウ）
- 順子（シュンズ）
- 潘越雲（パン・ユエユン）
- 黄韻玲
- 黄品源（ホァン・ピンユェン）
- 黄鶯鶯（トレイシー・ホワン）
- 萬芳
- 五月天（メイデイ）
- 李威（リー・ウェイ）
- 李宗盛（ジョナサン・リー）
- 李聖傑
- 劉若英（レネ・リウ）
- 林隆璇
- 羅大佑（ルオ・ダーヨウ）
- 任賢齊（リッチー・レン）
- 馬兆駿

### 中国香港
- 成龍(ジャッキー・チェン)
- 杜徳偉（アレックス・トゥー）
- 梅艶芳（アニタ・ムイ）
- 林憶蓮（サンディ・ラム）
- 張国栄（レスリー・チャン）
- 莫文蔚（カレン・モク）
- BEYOND

### 中国
- 黒豹楽隊
- 唐朝楽隊
- 張楚
- 竇唯
- 何勇
- 羽泉
- 黄征
- 艾敬

### マレーシア
- 梁静茹（フィッシュ・リョン）
- 李心潔（アンジェリカ・リー）
- 曹格（ゲイリー・ツァオ）
- 宇恒（現：宇珩）
- 曽淑議（2008）